# Caleta rhode
Caleta rhode is een vlinder uit de familie van de Lycaenidae. De wetenschappelijke naam van de soort is voor het eerst gepubliceerd in 1874 door Carl Heinrich Hopffer.

## Verspreiding
De soort komt voor in Indonesië (Sulawesi en Timor).

## Ondersoorten
- Caleta rhode rhode (Hopffer, 1874)
  - = Castalius rhode obscurata Ribbe, 1926
  - = Castalius rhode libora Ribbe, 1926
  - = Castalius elna rhode Fruhstorfer, 1918
- Caleta rhode cohaerens (Staudinger, 1889)
  - = Lycaena (Castalius) roxus var. cohaerens Staudinger, 1889
  - = Castalius roxus cohaerens Fruhstorfer, 1918
  - = Pycnophallium roxus cohaerens (Staudinger, 1889)